# Élections constituantes bulgares de 1990
Des élections constituantes ont lieu en Bulgarie les 10 et 17 juin 1990. Il s'agit d'élire les 400 membres de la Grande Assemblée nationale, au suffrage universel direct. Cette Assemblée est notamment chargée de préparer une nouvelle Constitution, entérinant la mise en place d'une démocratie multipartite.
Ces premières élections multipartites depuis 1931 font suite à la fin du régime du parti unique communiste, dans un contexte de libéralisation politique à travers l'ensemble de l'Europe de l'Est. Elles sont remportées par l'ex-Parti communiste, devenu le Parti socialiste bulgare. Andrei Lukanov demeure premier ministre.

## Contexte
En novembre 1989, des manifestations écologistes se transforment en manifestations pour la démocratie, faisant écho aux mouvements de protestation simultanés dans d'autres pays d'Europe de l'Est. Le Parti communiste contraint son dirigeant Todor Jivkov à la démission, et choisit le réformateur Petar Mladenov pour lui succéder. Mladenov est un partisan de la politique de démocratisation menée par Mikhaïl Gorbatchev en URSS. En février 1990, le Parti communiste renonce à son monopole sur le pouvoir, instaure le multipartisme, et prépare des élections libres pour le mois de juin. Une multitude de partis politiques se créent rapidement ; trente-sept partis ou coalitions présentent des candidats à ces élections. Des observateurs internationaux assistent aux élections,.

## Système électoral
La moitié des députés sont élus comme représentants de circonscriptions électorales uninominales. Les autres, au scrutin proportionnel. Ainsi, les partis ayant obtenu une proportion significative des suffrages mais n'ayant remporté aucune circonscription ont tout de même des députés. Pour l'élection des représentants des circonscriptions, un second tour a lieu si nécessaire le 17 juin.

## Résultats et suites
Le taux de participation est de 90,8 %. Le Parti socialiste remporte une majorité absolue des sièges. Andrei Lukanov demeure premier ministre. Il propose d'intégrer les principaux partis d'opposition dans son gouvernement, mais ceux-ci refusent. En décembre, des manifestations et une grève générale éclatent, en raison des difficultés économiques auxquelles fait face le pays. Lukanov démissionne. Le PSB et l'UFD (principal parti d'opposition) s'accordent pour confier le pouvoir à un gouvernement technocratique et non-partisan, dirigé par Dimitar Popov. L'Assemblée achève la préparation de la nouvelle Constitution en 1991, et de nouvelles élections ont lieu.
Les résultats des élections de 1990 sont les suivants :
| Parti                                | idéologie                                                              | voix      | %       | sièges (circonscriptions) | sièges (proportionnelle) | sièges (total) | changement |
| ------------------------------------ | ---------------------------------------------------------------------- | --------- | ------- | ------------------------- | ------------------------ | -------------- | ---------- |
| Parti socialiste bulgare             | socialisme démocratique                                                | 2 887 766 | 47,15 % | 114                       | 97                       | 211            | -65        |
| Union des forces démocratiques       | national-conservatisme, anticommunisme                                 | 2 217 798 | 36,21 % | 69                        | 75                       | 144            | n/a        |
| Mouvement des droits et des libertés | centrisme, social-libéralisme, défense de la minorité d'origine turque | 491 596   | 8,03 %  | 11                        | 12                       | 23             | n/a        |
| Union nationale agraire bulgare      | agrarianisme                                                           | 368 929   | 6,02 %  | 0                         | 16                       | 16             | -83        |
| autres partis                        | -                                                                      | 158 411   | 2,59 %  | 4                         | 0                        | 4              | n/a        |
| candidats sans étiquette             | -                                                                      | -         | -       | 4                         | 0                        | 2              | -23        |